# Friedrich Kauffmann (Unternehmer)

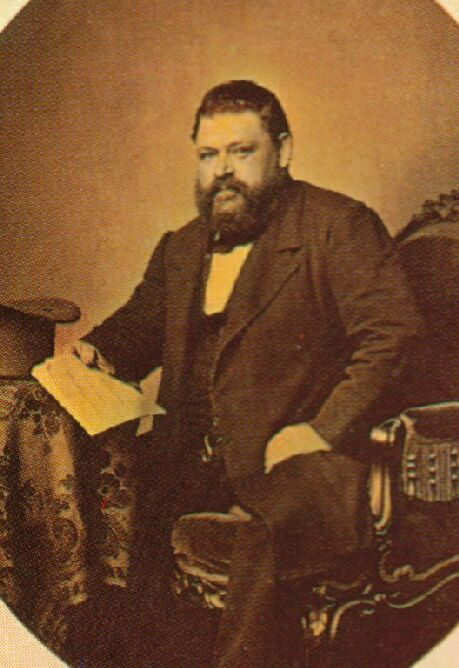
Friedrich Kauffmann

Friedrich Kauffmann (* 10. Oktober 1811 in Esslingen am Neckar; † 22. Juli 1874 in Denkendorf) war ein deutscher Firmengründer und einer der ersten Senffabrikanten Deutschlands.
1834 gründete Friedrich Kauffmann in Esslingen am Neckar eine Senf- und Likörfabrik, die 1838 in die Gebäude des ehemaligen Klosters Denkendorf umzog. Die Likörfabrikation wurde später aufgegeben, das übrige Sortiment erweitert. Nach dem Firmenstandort in Denkendorf ist die Marke Kauffmann Klostersenf benannt. Friedrich Kauffmann war der erste Arbeitgeber in Denkendorf, der dauerhafte und sichere Arbeitsplätze außerhalb der Landwirtschaft zur Verfügung stellte und sich um eine Anbindung des Ortes ans Eisenbahnnetz bemühte. Bereits 1841 hatte Kauffmann mit der Gründung des Liederkranzes das Vereinswesen des Ortes initiiert.

## Firmenstandorte
An dem Standort in Denkendorf blieb die Firma bis 1905. Kauffmanns Enkel, der Schriftsteller Fritz Alexander Kauffmann, schildert in seinem Roman Leonhard die Modernisierungsversuche auf dem Areal, das jedoch wegen des fehlenden Eisenbahnanschlusses auf Dauer nicht für die Senffabrik zu verwenden war. 1905 zog man auf das Gelände einer ehemaligen Zementfabrik in Ebersbach an der Fils um. 1976 wurde das Unternehmen teilweise nach Schlierbach verlegt.

## Firmenentwicklung
Friedrich Kauffmanns Fabrik prosperierte zunächst; 1871 hatte sie 24 Mitarbeiter und einen Jahresumsatz von 95 000 Gulden. Nach Friedrich Kauffmanns Tod wurde sie zunächst von seiner Witwe Barbara, ab 1890 von seinem Sohn Carl weitergeführt. Später, um 1920, ging sie in die Hände der Enkel Wilhelm und Rolf über. 1927 baute Rolf Kauffmann eine Gurkeneinlegerei auf. Die Firma produzierte als eine der ersten pasteurisierte Gurken. Ab 1972 leiteten die Urenkel Friedrich Kauffmanns, Martin und Eckart, die Firma. Im Jahr 1984 wurde das 150-jährige Firmenjubiläum gefeiert. Damals waren etwa 160 Mitarbeiter bei Kauffmann beschäftigt. Die Produktpalette umfasste etwa 40 Artikel, die weltweit verkauft wurden. Der Jahresumsatz betrug damals 31 Millionen DM. Der Bau einer neuen Produktionshalle in Schlierbach im Jahr 1999 stellte offenbar eine zu große finanzielle Herausforderung dar; im Jahr 2000 musste Kauffmann Konkurs anmelden. Als Marke wird Kauffmann heute von der Carl Kühne KG weitergeführt.

## Produkte
1901 wurden erstmals Essiggurken produziert, 1911 gab man die Likörfabrikation auf und nahm stattdessen Kunsthonig ins Sortiment auf, der bis in die 1950er Jahre ein wichtiges Marktsegment bildete.